# Нюберг, Катарина
А́нна Катари́на Ню́берг (англ. Anna Katarina Nyberg; 16 ноября 1965, Эрншёльдсвик, Швеция) — шведская кёрлингистка.
Играла на позиции третьего. Наиболее известна своим участием в женской команде скипа Элизабет Густафсон. В числе прочего, была игроком женской сборной Швеции на двух зимних Олимпийских играх (1998, 2002). Кроме «классического» кёрлинга (команда из четырёх человек одного пола) выступала также в кёрлинге для смешанных команд (англ. mixed curling).
Завершила спортивную карьеру в 2010 году.
В 2020 вместе со всей своей командой, четырёхкратными чемпионами мира, введена в Международный зал славы кёрлинга.

## Достижения
- Зимние Олимпийские игры: бронза (1998).
- Чемпионат мира по кёрлингу среди женщин: золото (1992, 1995, 1995, 1998, 1999), бронза (1993, 1994).
- Чемпионат Европы по кёрлингу: золото (1992), серебро (1993, 1997, 2000), серебро (1996), бронза (1995).
- Чемпионат Швеции по кёрлингу среди женщин: золото (1992, 1993, 1995, 1996, 1997, 2000, 2002, 2006).[3]
- Чемпионат Швеции среди юниоров: золото (1985).[4]

## Команды
| Сезон                                          | Четвёртый          | Третий           | Второй          | Первый           | Запасной                          | Тренер                            | Турниры                      |
| ---------------------------------------------- | ------------------ | ---------------- | --------------- | ---------------- | --------------------------------- | --------------------------------- | ---------------------------- |
| 1984—85                                        | Элизабет Юханссон  | Элизабет Перссон | Катарина Нюберг | Эва-Лена Юнссон  |                                   |                                   | ЧЕЮ 1985 (4 место)           |
| 1991—92                                        | Элизабет Юханссон  | Катарина Нюберг  | Луиз Мармонт    | Элизабет Перссон | Анника Лёф                        |                                   | ЧМ 1992                      |
| 1992—93                                        | Элизабет Юханссон  | Катарина Нюберг  | Луиз Мармонт    | Элизабет Перссон | Анника Лёф (ЧМ)                   |                                   | ЧЕ 1992 · ЧМ 1993            |
| 1993—94                                        | Элизабет Юханссон  | Катарина Нюберг  | Луиз Мармонт    | Элизабет Перссон | Ева Лунд (ЧЕ) Хелена Лингхам (ЧМ) | Ян Страндлунд (ЧЕ)                | ЧЕ 1993 · ЧМ 1994            |
| 1994—95                                        | Элизабет Густафсон | Катарина Нюберг  | Луиз Мармонт    | Элизабет Перссон | Хелена Лингхам                    |                                   | ЧМ 1995                      |
| 1995                                           | Элизабет Густафсон | Катарина Нюберг  | Луиз Мармонт    | Элизабет Перссон | Элизабет Норредаль                | Ян Страндлунд                     | ЧЕ 1995                      |
| 1996—97                                        | Элизабет Густафсон | Катарина Нюберг  | Луиз Мармонт    | Элизабет Перссон | Маргарета Линдаль                 | Ян-Улов Нессен                    | ЧЕ 1996                      |
| 1997—98                                        | Элизабет Густафсон | Катарина Нюберг  | Луиз Мармонт    | Элизабет Перссон | Маргарета Линдаль                 | Ян Страндлунд                     | ЧЕ 1997 · ЗОИ 1998 · ЧМ 1998 |
| 1998—99                                        | Элизабет Густафсон | Катарина Нюберг  | Луиз Мармонт    | Элизабет Перссон | Маргарета Линдаль                 | Микаэль Хассельборг               | ЧМ 1999                      |
| 1999—00                                        | Элизабет Густафсон | Катарина Нюберг  | Луиз Мармонт    | Элизабет Перссон | Кристина Бертруп                  | Ян Страндлунд                     | ЧМ 2000 (5 место)            |
| 2000—01                                        | Элизабет Густафсон | Катарина Нюберг  | Луиз Мармонт    | Элизабет Перссон | Кристина Бертруп                  | Ян Страндлунд, Стефан Хассельборг | ЧЕ 2000                      |
| 2001—02                                        | Элизабет Густафсон | Катарина Нюберг  | Луиз Мармонт    | Элизабет Перссон | Кристина Бертруп                  | Ян Страндлунд                     | ЗОИ 2002 (6 место)           |
| 2006—07                                        | Камилла Юханссон   | Катарина Нюберг  | Мио Хассельборг | Элизабет Перссон | Linda Ohlsson                     | Пер Нурен                         | ЧЕ 2006 (6 место)            |
| Кёрлинг среди смешанных команд (mixed curling) |                    |                  |                 |                  |                                   |                                   |                              |
| 2010—11                                        | Пер Нурен          | Камилла Юханссон | Patrik Karlsson | Катарина Нюберг  |                                   |                                   | ЧЕСК 2010 (12 место)         |
| 2013—14                                        | Элизабет Перссон   | Jörgen Högkvist  | Катарина Нюберг | Roland Karlsson  |                                   |                                   | ЧШСК 2014 (13 место)         |

(скипы выделены полужирным шрифтом)